# 小布施バスストップ
小布施バスストップ（おぶせバスストップ）は、長野県上高井郡小布施町の上信越自動車道上にある高速バス停留所。県道66号と上信越道が交差する付近にある。上信越道小布施とも称する。
なお、湯田中・長野 - 京都・大阪線の「小布施停留所」は小布施町中心部の国道403号上にあり、当停留所とは2km近く離れている。

## 停車する路線
- 長野 - 新潟線
須坂BS - 小布施BS - 中野BS
- 長野 - 志賀高原線
長野駅東口 - 小布施BS - アップルシティー中野

## 周辺
- 長野電鉄小布施駅